# Metropolys (Lille)
Pour les articles homonymes, voir Metropolys (nationale) et Metropolis.
Metropolys (précédemment ROC FM pour Radio œcuménique chrétienne) est une station de radio locale commerciale privée française basée à Villeneuve d'Ascq (Nord) et diffusée à Lille et dans une partie de la région Hauts-de-France.
La station de catégorie B propose une programmation basée sur des hits et golds des années 1980 à aujourd'hui, Hot AC (adulte contemporain).

## Historique

### Les débuts
À la suite d'un appel à candidatures lancé par le CSA pour l’attribution de fréquences dans la région, ROC FM pour « Radio œcuménique chrétienne », portée par l'association « Nord Gospel Groupe » créée deux ans plus tôt, obtient deux fréquences : à Lille au 97.6 FM et à Saint-Omer au 99.7 FM. La station de catégorie A en 1993, soutenue par divers donateurs, commence la diffusion de ses programmes. Elle devient membre du groupement d'intérêt économique Les Indépendants (Les Indés Radios) notamment pour commercialiser certains espaces publicitaires. Elle est aussi membre de la fédération française des radios chrétiennes (FFRC) et du syndicat interprofessionnel des radios et télévisions indépendantes (SIRTI).
Dans le but attirer les 18-35 ans, ROC FM adopte un format musical similaire à celui d'NRJ ou de Mouv' de ces années 1990. 
Pour toucher un public de tous horizons essentiellement constitué de non-chrétiens, ROC FM ne cherche pas imposer les références culturelles de l'Église, mais part du quotidien et des thèmes qui intéressent les auditeurs pour mieux les toucher, mais aussi pour briser les idées reçues.
Six chroniques ponctuent l'antenne : Objectif famille (sur la vie de famille et les valeurs qui s’y rattachent) ; Étincelles (versets de la Bible précédés d’un sketch introductif les mettant en situation) ; Bonne Nouvelle (la Parole de Dieu lue et commentée de façon simple par des chrétiens catholiques ou protestants) ; Guy Gilbert, vous pouvez tout lui dire ! (Réponse sans détours par le père Guy Gilbert à des questions des auditeurs) ; Toi et Foi (homme de foi, pasteur ou évêque commente à l’antenne un fait de l’actualité).
ROC FM est partenaire, fait la promotion et diffuse des grands événements chrétiens nationaux ou régionaux, comme les Journées mondiales de la jeunesse, Expo-Bible, le Synode des Jeunes du diocèse de Lille ou le dimanche de Pentecôte. Dans son air de diffusion la radio arrive à 3,1 % de part d'écoute quotidienne globale et attend 7,8 % chez les 18-35 ans selon l'institut Médiamétrie. La station touche majoritairement un public non-chrétiens.

### 2000: un nouveau format
En 2000, ROC FM connait une évolution, à partir du 4 septembre 2000 elle choisit d’abandonner son format de station plus jeune Rn'B au profit d'une programmation adulte contemporain, golds en journée et disco house en soirée accès sur les 25-45 ans avec les trentenaires pour cœur de cible. Ce nouveau format lui profite deux ans plus tard en 2002 la station augmente en un an son auditoire de 50 % avec 23 500 auditeurs. 
La station en avril 2002 s’implique, elle entend rappeler les valeurs qui constituent le socle de notre pays est ce qui nous animent. ROC FM incite ses auditeurs à participer massivement au second tour de élection présidentielle de 2002 en diffusant à l’antenne différents témoignages de personnalités du monde associatif, religieux, artistique, culturel et économique sur le « sens du vote ».
En juin 2002 les ressources issues de la publicité de l'association Nord gospel groupe pour l'exploitation de ROC FM dépassent à plus de 20 % son chiffre d'affaires ce qui accélère sa demande auprès du CTR de Lille pour un passage en catégorie B.  Pour entrer dans cette catégorie la radio doit abandonner son statut d'association, la Sarl Ephata est donc créée dans ce but dès le mois de mai 2003.
ROC FM confirme juillet 2004 la position de son format lancé en 2000 l’audience croit de 56.6 % et bat une nouvelle fois son record avec 64 500 auditeurs quotidien pour la saison 2003-2004. 
À la suite de l'appel aux candidatures lancé de mars 2003 par le CSA, le changement en catégorie B est définitivement validé par le conseil en octobre 2005. Durant cette rentrée 2005 Julien Mano est nommé coordinateur d'antenne et anime la matinale de la radio. Dix mois plus tard en juillet 2006 la station franchit pour la première fois le cap des 100 000 auditeurs pour 106 300 auditeurs quotidiens.
En mars 2008 la radio ouvre son antenne à deux soirées spéciales les 10 et 17 consacré aux élections municipales et cantonales dans la région. En direct de la préfecture du Nord la station diffuse les principaux résultats, ce dispositif est complété le lendemain par l'émission « 100 % Région » avec les premiers commentaires.
ROC FM lance deux webradio thématiques à partir du 7 avril 2008 : ROC FM 80' et ROC FM 90'. La première avec le claim les années Métropolys est dédiée aux tubes des années 1980 à l'instar de la couleur musicale diffusée sur Métropolys en son temps. Cette webradio est développée par Bertrand Devetter le responsable de l'antenne et de la programmation de ROC FM et ancien animateur de Métropolys. La seconde webradio développée par Julien Mano, coordinateur d'antenne et animateur de la matinale de ROC FM, diffuse des tubes pop-rock et dance des années 1990.
À la mi-2008 à la suite d'un appel du CSA dans le cadre d'un plan de fréquences dans la région Nord-Picardie, ROC FM obtient trois nouvelles fréquences à Amiens, Arras et Saint-Quentin

### 2009:ROC FMdevient Metropolys
ROC FM est autorisée par le CSA à changer de nom pour Radio Métropolys[Passage contradictoire]. Cette décision est motivée par la direction pour éviter toute confusion engendrée par l'acronyme de ROC FM (pour Radio œcuménique chrétienne) qui laisse entendre qu'il s'agit d'une radio rock. ROC FM éditée par la société Ephata le 24 décembre 2009 à 8 heures devient officiellement Metropolys[pas clair][Passage contradictoire], du nom de la lointaine cousine de Metropolys dans les années 1980 devenue RTL2. Le format, la programmation ainsi que l'identité chrétienne à travers les vingt-six chroniques hebdomadaire sur l'actualité chrétienne de ROC FM reste identique, seul le nom change. En référence à la radio Metropolys des années 1980, la station met à l'antenne des jungles et l'émission de mix « 3600 secondes » animée par Bertrand Devetter,.
La station profite de l'été 2010 pour déménager de Roubaix vers de nouveaux locaux avec du matériel neuf au pôle média de la Plaine Images à Tourcoing
Après l’affaissement de son audience qui est en partie dû au changement de nom en avril 2011 Metropolys repositionne sa stratégie, elle souhaite renforcer son image de radio locale à Lille et son agglomération, sa zone couverture historique. La radio renforce la présence de ses journalistes sur le terrain dans le but de privilégier les actualités locales et régionales et l'instar d'autres radios locale elle poursuit la diffusion des rubriques job service, points route ou encore l'agenda du week-end.

### Identité visuelle (logo)

Logo de ROC FM de 1993 à 27 décembre 2000. (noir et rouge)
Logo de ROC FM du 27 décembre 2000[25] à 2008.
Logo de ROC FM de 2008 au 24 décembre 2009.
Logo de Metropolys depuis 24 décembre 2009.

### Slogan
- En 1993 à 27 décembre 2000 : « La Bonne nouvelle »
- Du 4 septembre 2000 au 27 décembre 2000 : « Le Tempo du Nord[5] »
- Du 27 décembre 2000 à 2008 : « Les Bonnes ondes[25] »
- Depuis 24 décembre 2009 : « L’Essentiel de hits », « La Radio du grand Lille »
- Depuis le 26 août 2013 : « Pop Dance Radio »

## Diffusion
En 2009, la radio est diffusée à Amiens (90,0 FM), Lille (97,6 FM), Saint-Omer (99.7 FM), Arras (97.6 FM) et Saint-Quentin (90,0  FM). En 2015, elle active un nouvel émetteur à Douai (102,4 FM). Elle est aussi disponible en numérique via son site Internet, les applications Android et iPhone mobiles ou encore par l'ADSL via la Freebox. En juin 2018, la radio est disponible sur la RNT à Lille.

## Organisation

### Dirigeants
Président/Gérant
- octobre 1999[27]-2002 : Bruno Ackou
- depuis 2002 : Bruno Lecluse/Olivier Ramond

Vice Président/Directeur général
- d'octobre 1999[27] à 2002 : Bruno Lecluse,
- depuis janvier 2010[23] : William Lamy

Directeur de l'antenne
- Laurent Hongne  : de 2000[7] à 2005
- Bertrand Devetter  : depuis 2005[16]

Directeur des programmes
- 1993 à juin 2000 : Philippe Schemberg
- Depuis 2000 : Bertrand Devetter Philippe Schemberg

### Siège
Initialement implanté au 78 bis, boulevard Général-Leclerc à Roubaix jusqu'en 2010, puis le siège de Metropolys était  situé à la Plaine Images au 101, boulevard Constantin-Descat à Tourcoing depuis août 2010. Actuellement la radio diffuse depuis un tout nouveau bâtiment (qu'elle partage avec BFM Grand Lille et Melody) situé dans la Rue Archimede 9 à Villeneuve-d'Ascq

## Audience
Nombre d'auditeurs quotidiens :
|      | Auditeurs quotidiens à Lille | Auditeurs quotidiens globale |
| ---- | ---------------------------- | ---------------------------- |
| 2001 | 11 800                       | 11 800                       |
| 2002 | 23 500                       | 23 500                       |
| 2003 | --                           | 41 200                       |
| 2004 | 33 600                       | 64 500                       |
| 2005 | 40 200                       | 80 900                       |
| 2006 | 53 300                       | 106 300                      |
| 2009 | 48 700                       | 102 700                      |
| 2010 | --                           | 86 000                       |
| 2011 | 48 000                       | 85 000                       |
| 2012 | 57 000                       | 102 000                      |